# Jivice (rijeka)
Jivice ili Ybbs je rijeka u Austriji, duga 130 km. 
Jivice je desna pritoka Dunava, a u Dunav se ulijeva pokraj Jivica na Dunavu. Prosječni istok u sekundi joj je 30,2 metara kubičnih vode. Rijeka izvire na 868 metara nadmorske visine na prijevoju Zellerrainu u austrijskim Alpama u blizini Mariazella u Donjoj Austriji. 
Veća naselje kroz koje rijeka protječe su Lunz am See, Göstling an der Ybbs, Hollenstein an der Ybbs, Opponitz, Ybbsitz, Waidhofen an der Ybbs, Amstetten i Jivice na Dunavu.

## Galerija
- Jivička željeznica uz rijeku
- Vodopad kod Amstettena
- Brana
- Ušće Jivica u Dunav

## Vanjske poveznice
- Rijeka Jivice u Amstettenu